# Johannes Müller (Fabrikant)
Johannes Müller (* 24. Mai 1887 in  Raguhn; † nach Juni 1945) war ein deutscher Fabrikant und Wirtschaftsfunktionär. Er war Wehrwirtschaftsführer und Präsident der Industrie- und Handelskammer Dessau und NSDAP-Gauwirtschaftsberater.

## Leben
Müller studierte sechs Semester des Fachs der Volkswirtschaft. Anschließend wurde er als Kaufmann im Praktikum bei Banken und Genossenschaften ausgebildet. Ab 1912 betätigte er sich bei verschiedenen Unternehmungen der Ton-, Tuch- und Metallindustrie. Zum 1. Dezember 1931 trat er der NSDAP bei (Mitgliedsnummer 796.385). Im Jahre 1933 übernahm er den Posten des Präsidenten der Industrie- und Handelskammer in Dessau.
Vom Reichsluftfahrtministerium wurde er 1933 als Beauftragter für die Junkerswerke eingesetzt. Am 12. Oktober 1933 wurde Hugo Junkers in Dessau in Gegenwart von Müller mitgeteilt, dass Müller als Vorstandsmitglied die Werke vorübergehend führen sollte. Zu diesem Zweck übernahm er auch die Funktion eines Geschäftsführers der Junkers Motorenfabrik in Dessau. Die Nationalsozialisten verbreiteten darüber die Nachricht, dass Müller die Werke „reorganisieren“ sollte. In Wirklichkeit war es eine Entmachtung und Enteignung, da Junkers 51 Prozent seiner Werksanteile abtreten musste. 
Bis 1934 verblieb Müller im Vorstand bei Junkers, dann übernahm er von 1935 bis 1936 den Vorsitz des Aufsichtsrats der AGD-Flugzeugwerke GmbH in Oschersleben. Als Gauwirtschaftsberater der NSDAP wirkte er von 1933 bis 1935 für den Gau Magdeburg-Anhalt. Als Fabrikdirektor führte er die Firma Maschinenbau- und Metalltuchfabrik AG in Raguhn.
Auf Anordnung der Amerikanischen Militärregierung wurde Johannes Müller im Juni 1945 als Vorstandsmitglied der Gesellschaft der Heerbrandt-Werke AG Raguhn gemeinsam mit Hans Jecht aus Raguhn seines Amtes enthoben.